# Ямато-надэсико

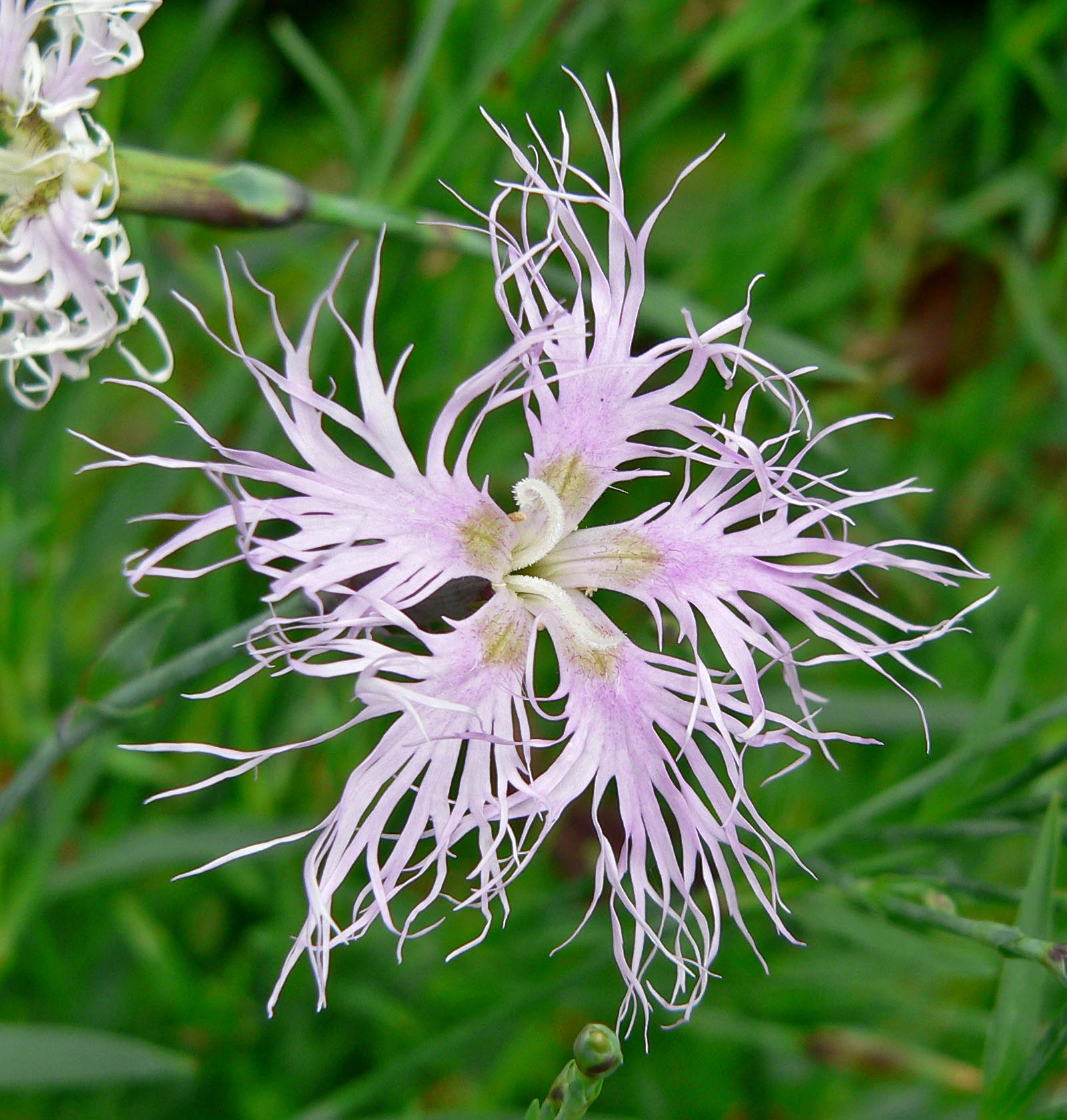
«Надэсико» — Dianthus superbus, гвоздика пышная

Об аниме и манге с похожим названием см. Yamato Nadeshiko Shichi Henge.
Ямато-надэсико (яп. 大和撫子, букв. «японская гвоздика») — идиоматическое выражение в японском языке, обозначающее патриархальный идеал женщины в традиционном японском обществе.
Переводят это выражение по-разному: «японская женщина», «дочь Японии», «идеальная японская женщина», «цветок японской женственности» и т. п. Подразумевается, что такая женщина превыше всего должна ставить интересы семьи и во всех вопросах отдавать лидерство представителям мужского пола. Её добродетели включают женственность, верность, мудрость, покорность и способности к успешному ведению домашнего хозяйства. Женщина не должна возражать мужчине даже в том случае, если он не прав, а вместо этого мудро и незаметно предотвратить неверный поступок с его стороны.
В период Второй мировой войны идеал ямато-надэсико поддерживался военной пропагандой: женщина этого типа также должна была безропотно сносить страдания и бедность вместе со своим мужем (солдатом) и другими жителями страны, всегда быть готова вступить в бой и в любое время умереть ради государства или защищая своё целомудрие.

## Этимология
Идиома «ямато-надэсико» состоит из иероглифов Ямато (яп. 大和) и надэсико (撫子, «гвоздика пышная»). «Ямато» в данном случае означает японский национализм («дух Ямато»), то есть женщина должна обладать «японским духом», но внешне выглядеть грациозной и хрупкой, как цветок.